# Quartier del Piave

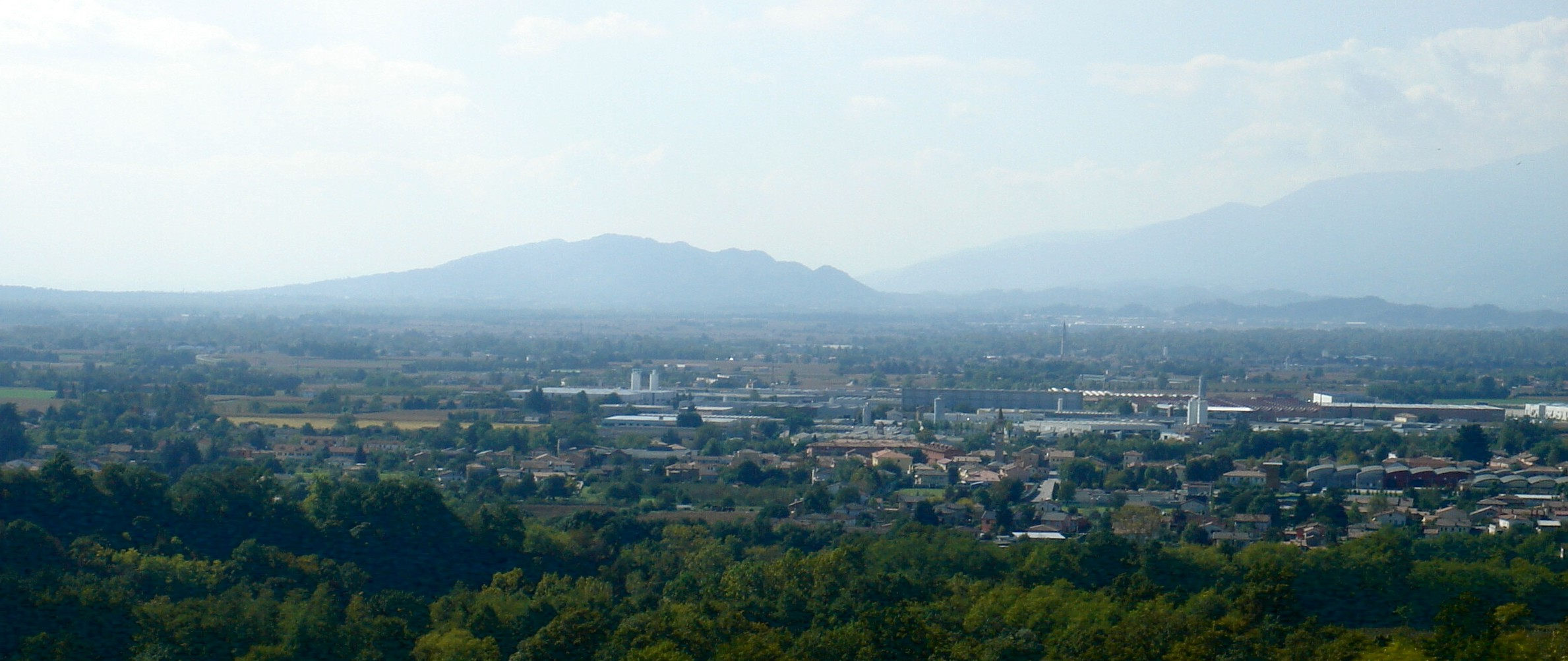
Il Quartier del Piave dai colli di Collalto

Il Quartier del Piave è il pianoro delimitato a sud dal fiume Piave e a nord dai rilievi collinari che caratterizzano l'alta Marca Trevigiana. Corrisponde all'antico Quartier di là dal Piave, una delle otto suddivisioni che, sotto la Serenissima, componevano il territorio della podesteria di Treviso.

## Descrizione
I comuni compresi nel Quartier del Piave sono Pieve di Soligo, Refrontolo, Farra di Soligo, Sernaglia della Battaglia, Vidor e Moriago della Battaglia.
Oltre al Piave si annoverano fra i fiumi principali il Soligo e il Lierza; alcune aree acquitrinose, che hanno in parte conservato l'antico assetto naturale, sono denominate palù e hanno rilevanza ambientale. 
La zona è nota per la produzione di vini rinomati a livello internazionale, come il Prosecco, il Raboso e il Refrontolo Passito.

## Galleria d'immagini

### Fiumi

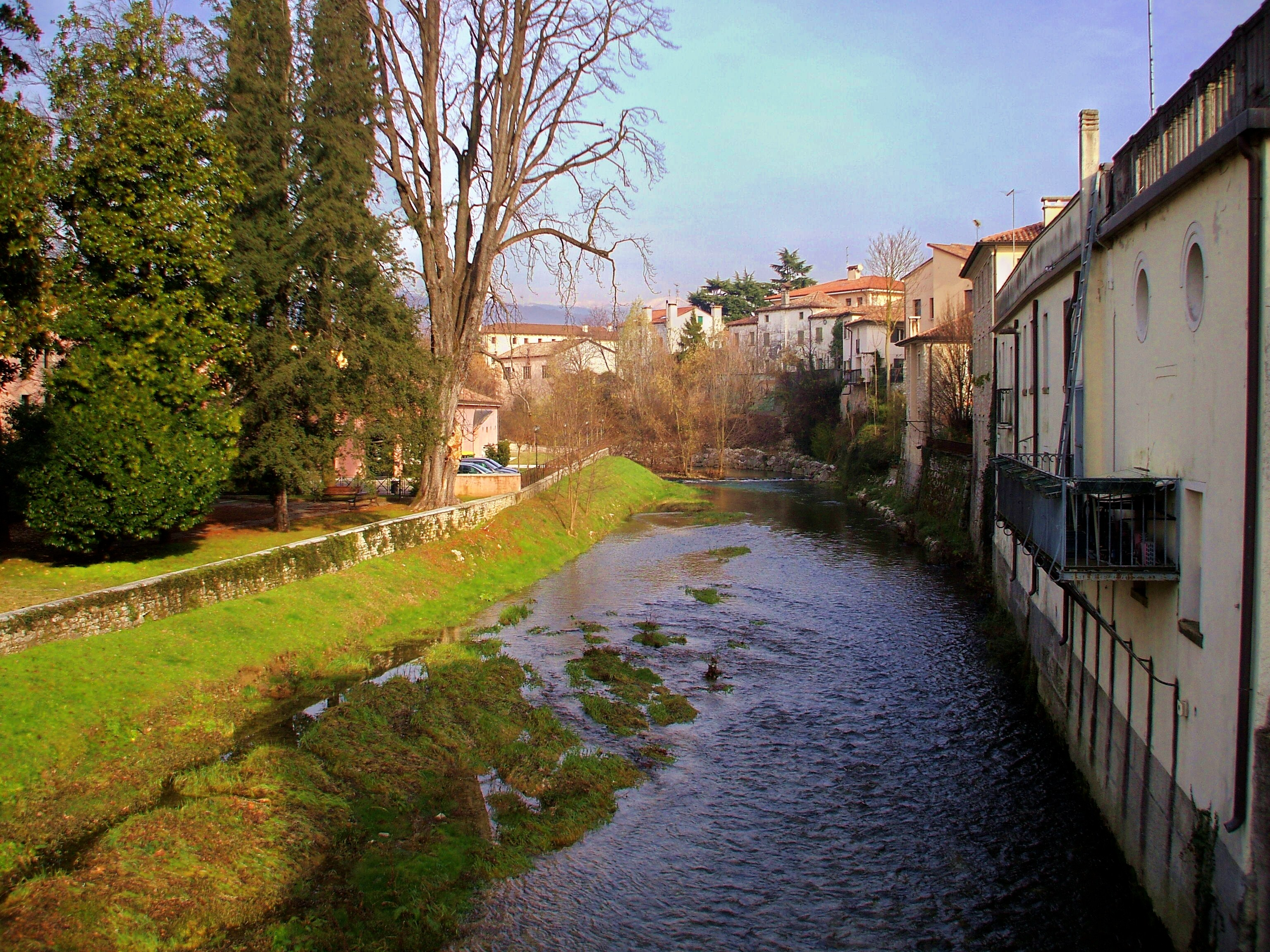
Il fiume Soligo nel centro di Pieve di Soligo
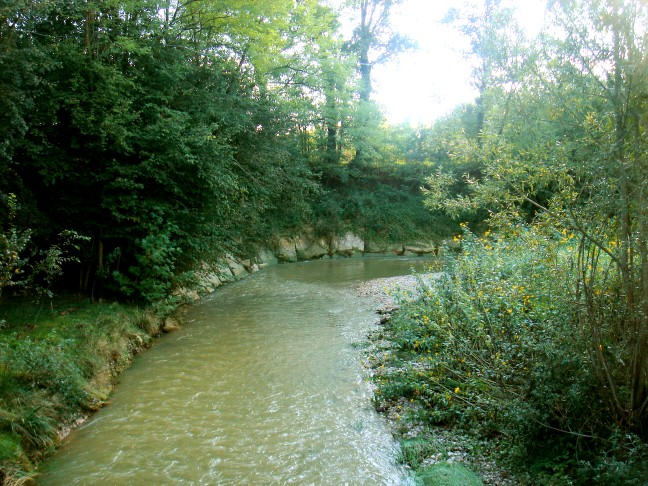
Il fiume Lierza a Barbisano (Pieve di Soligo)

### Località

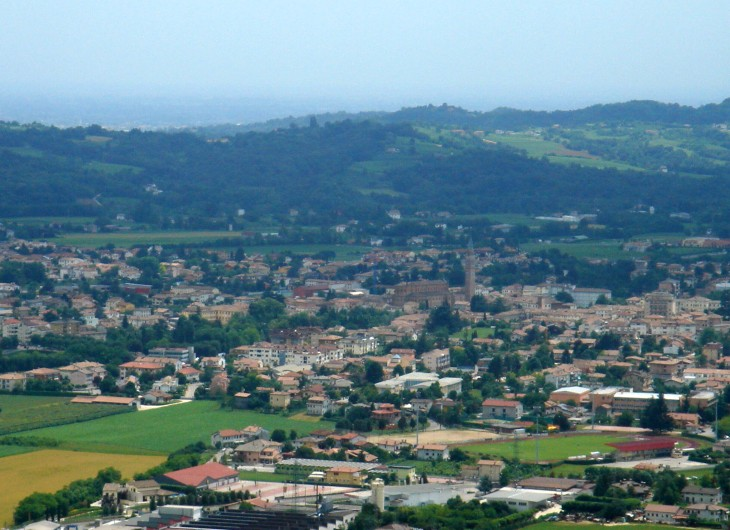
Veduta di Pieve di Soligo
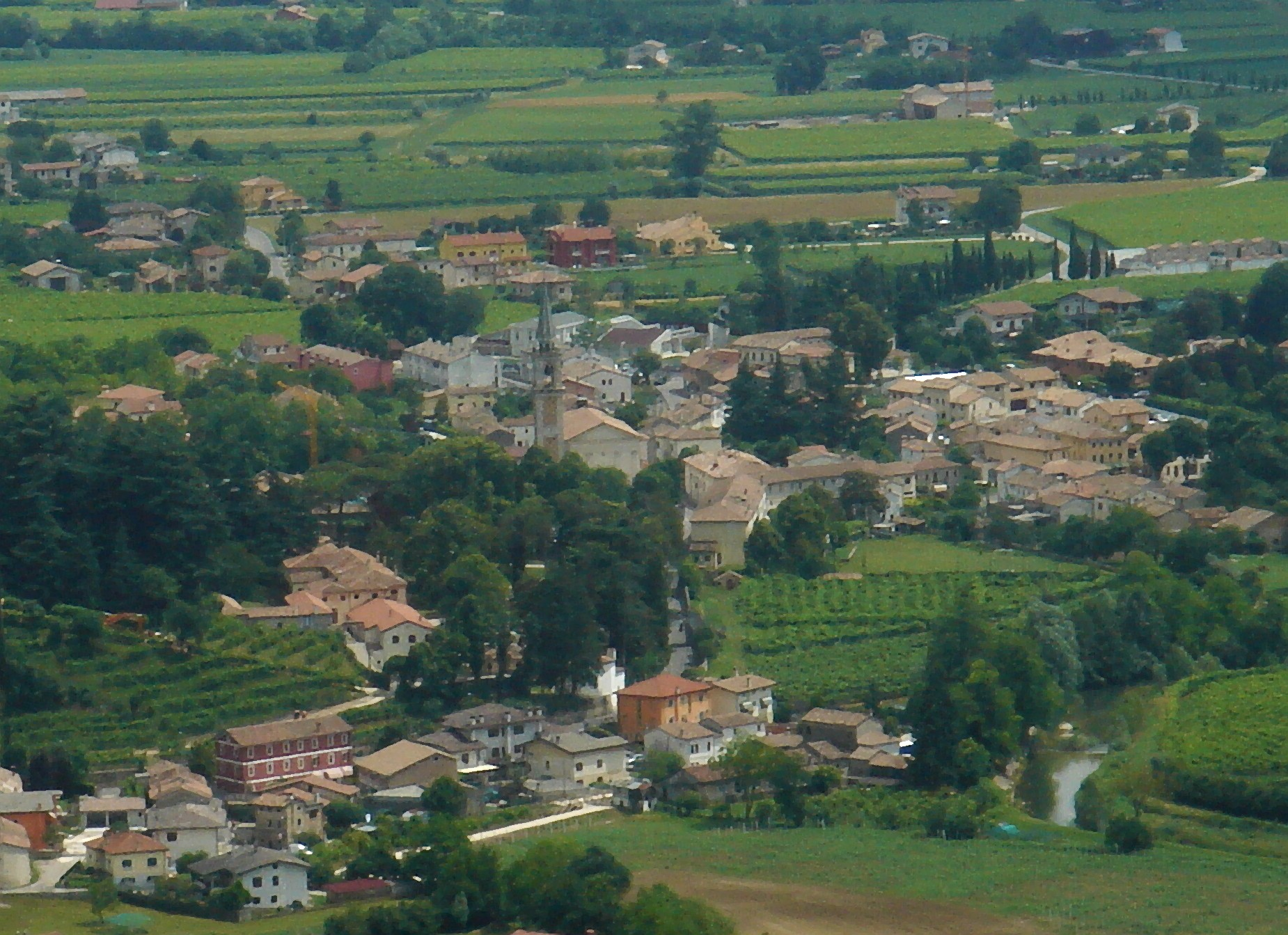
Veduta di Solighetto
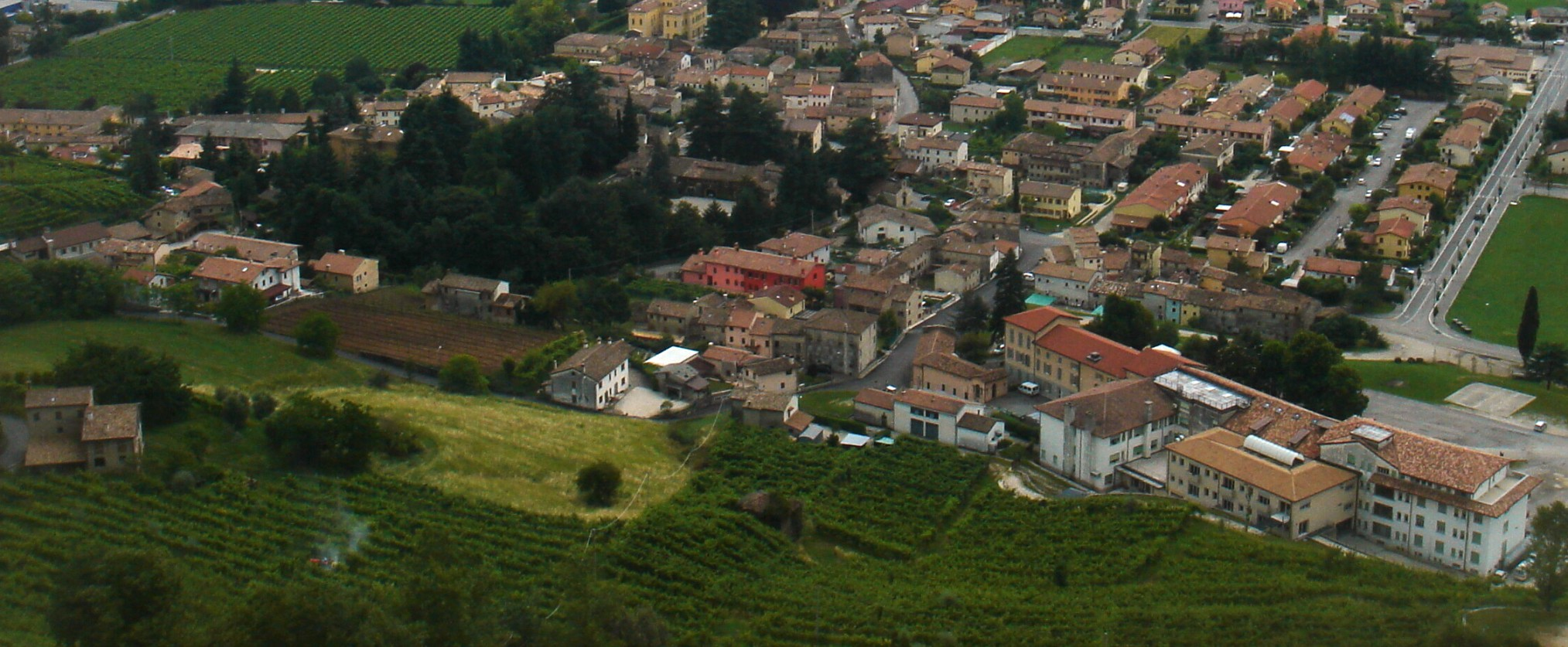
Il centro di Soligo
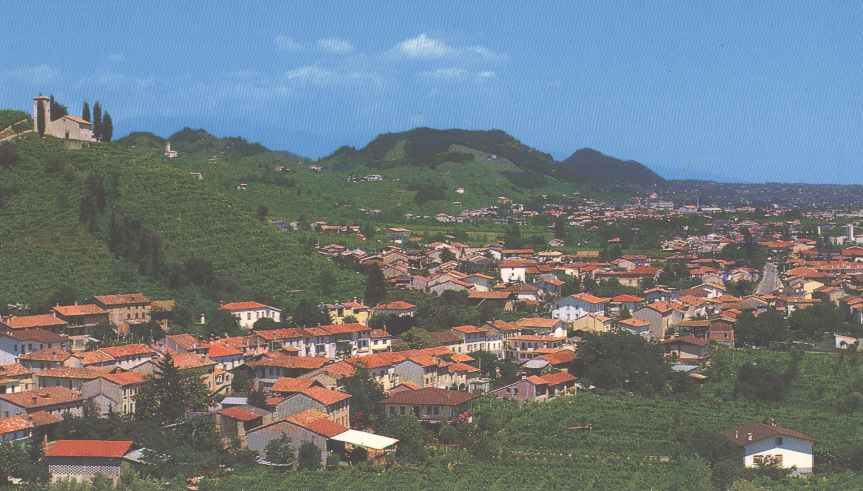
I colli di Farra di Soligo
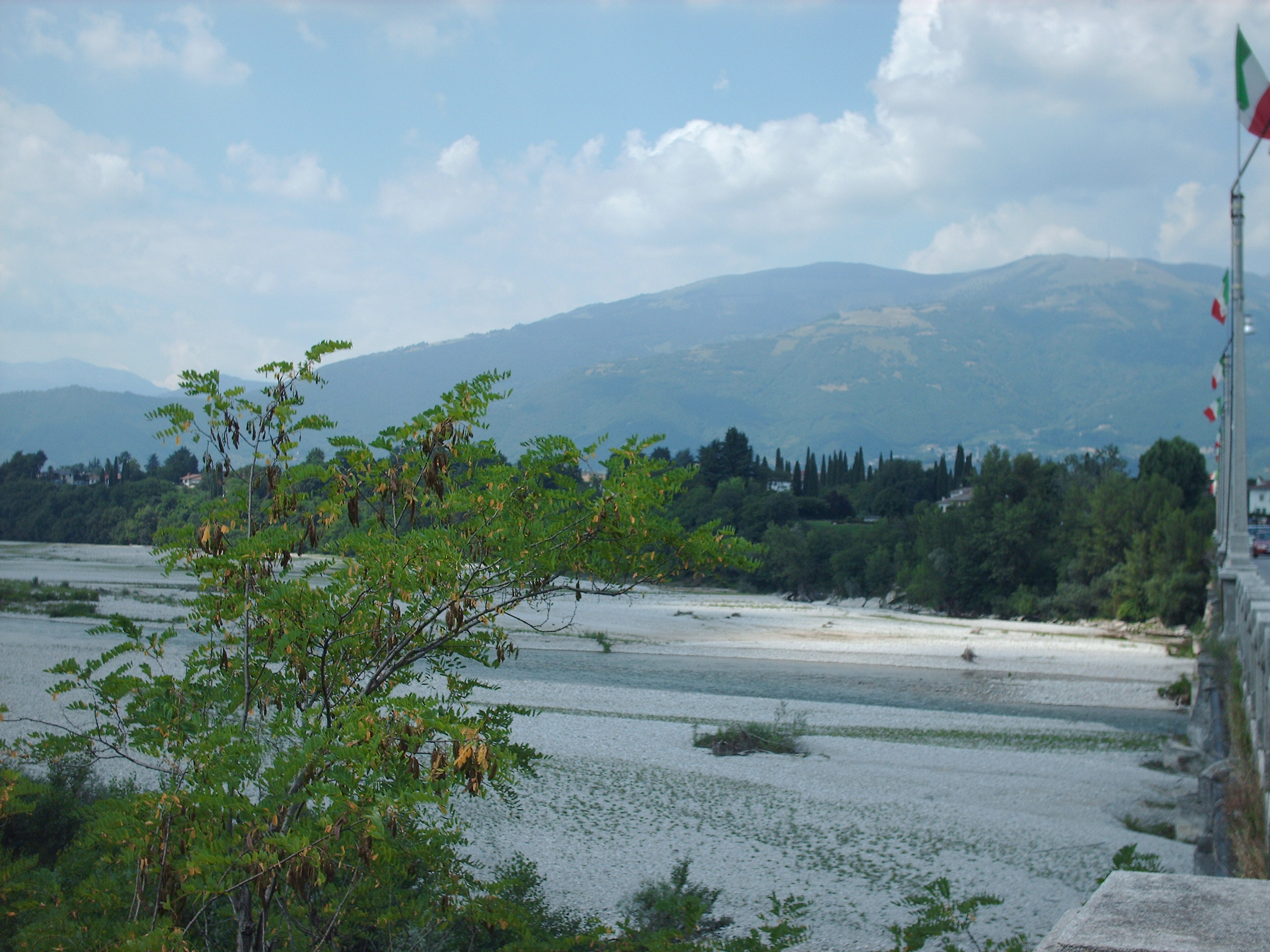
Veduta del Piave dal ponte di Vidor